# Alto Guadalentín
El Alto Guadalentín es una comarca de la Región de Murcia, cuya capital es Lorca, que debe su nombre al estar en la parte alta del río Guadalentín. La comarca abarca un total de 2072 km², un territorio muy extenso en el oeste de la Región de Murcia. Aquí conviven pueblos, paisajes de costa e interior, llanos y montañas, huertas y eriales, bosques y laderas yermas.  
Actualmente, esta comarca tiene un serio problema de desertificación.

## Municipios
| Municipio        | Población | Superficie | Densidad |
| ---------------- | --------- | ---------- | -------- |
| Lorca            | 92 869    | 1676       | 54,25    |
| Águilas          | 34 990    | 251,7      | 135,45   |
| Puerto Lumbreras | 14 339    | 144,8      | 94,01    |